# Telipogon urceolatus
Telipogon urceolatus là một loài thực vật có hoa trong họ Lan. Loài này được C.Schweinf. miêu tả khoa học đầu tiên năm 1947.